# Belegering van Alaro (1231)
De Belegering van Alaro was een van de veldslagen tijdens de Verovering van Majorca van koning Jacobus I van Aragón tegen de Berberse Almohaden in 1231.

## Achtergrond
Na de Belegering van Majorca en de moord op de laatste wali van Majorca, Abu Yahya Mohammed ibn Ali ibn Abu Imran al-Tinmalali, vluchtte Abu Hafs ibn Sayri naar de bergen waar hij 16.000 overlevenden verzamelde van het bloedbad dat volgde op de val van Majorca. De Mallorcaanse opstand werd versterkt in de kastelen van Alaro, Pollença, Santueri evenals in de Serra de Tramuntana, waar de Majorcanen vervolgens Xuiap de Xivert aanstelden als het nieuwe opperhoofd. De koning keerde in november 1230 terug naar Catalonië.

## Belegering
In 1231, tijdens de tweede expeditie van koning Jacobus I op Majorca, en na de dood van Abu Hafs ibn Sayri en zijn 6.000 mannen in de maand februari in de Serra de Tramuntana, koos Xuiap de Xivert ervoor om de overgave op de volgende manier te behandelen: voor hem en vier anderen van zijn afkomst: eigendommen op Majorca, paarden, wapens, roci en muilezels; voor de moslims die met de deal instemden, het recht om de landen te bevolken die door de koning waren onteigend; degenen die zich niet wilden terugtrekken, zouden overgeleverd blijven aan de genade van de koning.

## Gevolgen
Bijna 2.000 Mallorcaanse moslims weigerden zich onder deze omstandigheden terug te trekken en zochten hun toevlucht in het kasteel van Pollença, dat werd belegerd, waar het Mallorcaanse opperhoofd Abu Ali Omar stierf.